# Mecysmauchenius chepu
Mecysmauchenius chepu är en spindelart som beskrevs av Forster och Norman I. Platnick 1984. Mecysmauchenius chepu ingår i släktet Mecysmauchenius och familjen Mecysmaucheniidae. Inga underarter finns listade i Catalogue of Life.